# St. Louis Southwestern Railway
St. Louis Southwestern Railway Company, även känt som Cotton Belt, var ett amerikanskt järnvägsbolag grundat 1891. Bolaget blev 1932 ett dotterbolag till Southern Pacific och fungerade som sådant fram till 1992 när bolagen slogs samman.